# انرژی دریایی

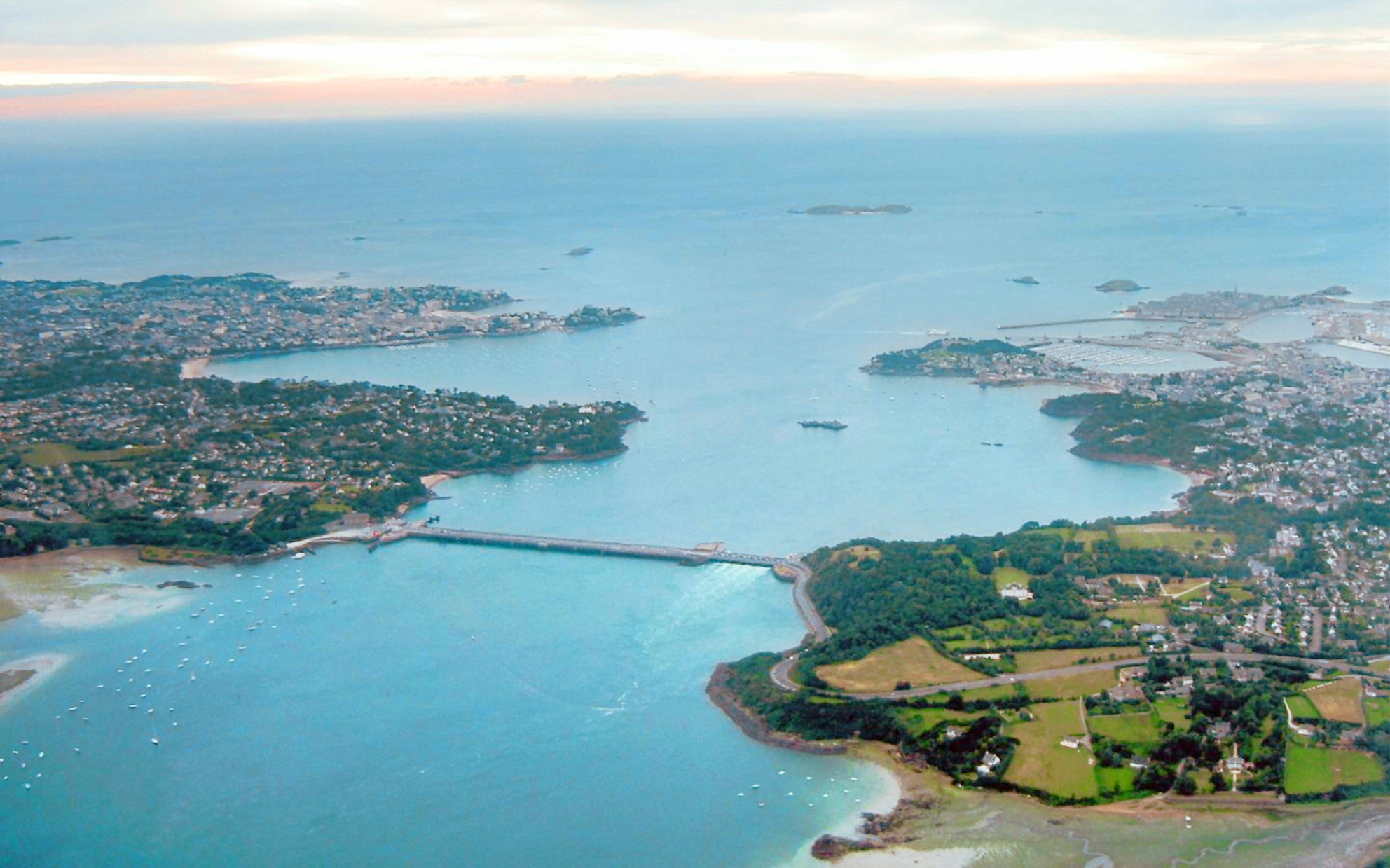
نیروگاه جزر و مدی رانس در فرانسه

انرژی دریایی (به انگلیسی: Marine energy)، انرژی بدست آمده با استفاده از امواج دریا، جزر و مد، شوری، جریان اقیانوسی و تفاوت در درجه حرارت آب دریا است. اقیانوس یک باتری طبیعی با ظرفیت زیاد از انرژی خورشیدی است.

## ظرفیت انرژی دریایی
ظرفیت نظری، معادل ۴–۱۸ میلیونToE است.
| ظرفیت (GW)  | تولید سالانه (TW·h) | شکل                     |
| ----------- | ------------------- | ----------------------- |
| ۵٬۰۰۰       | ۵۰٬۰۰۰              | انرژی جریان‌های اقیانوسی |
| ۲۰          | ۲٬۰۰۰               | توان اسمزی              |
| ۱٬۰۰۰       | ۱۰٬۰۰۰              | انرژی گرمایی اقیانوس    |
| ۹۰          | ۸۰۰                 | انرژی کشندی             |
| ۱٬۰۰۰—۹٬۰۰۰ | ۸٬۰۰۰—۸۰٬۰۰۰        | انرژی موج               |

مجمع الجزایر اندونزی که تقریباً سه چهارم مساحتش از اقیانوس تشکیل شده ظرفیت عملی و نظری به ترتیب ۴۹GW و ۷۲۷GW انرژی اقیانوسی دارد.

## انواع انرژی‌های دریایی
انواع انرژی‌های دریایی شامل
- انرژی جزر و مد: روش سنتی به دام انداختن آب و ایجاد اختلاف تراز(۹۰ گیگاوات)
- انرژی امواج: شامل امواج خط ساحلی، نزدیک ساحل و فراساحلی (۱۰۰۰ تا ۹۰۰۰ گیگاوات)
- انرژی جریان اقیانوسی (انرژی جریانات دریایی): استفاده از انرژی جنبشی جریان جریان دریا
- تبدیل انرژی گرمایی اقیانوس (اختلاف گرمایی): سامانه‌های موسوم به OTEC گیگاوات۱۰۰۰
- اختلاف چگالی (شوری): (۲۰۰ گیگاوات)
- گردش دماشوری
- نیروگاه بادی دریایی

## انرژی جزر و مد
نوشتار اصلی:انرژی جزر و مد

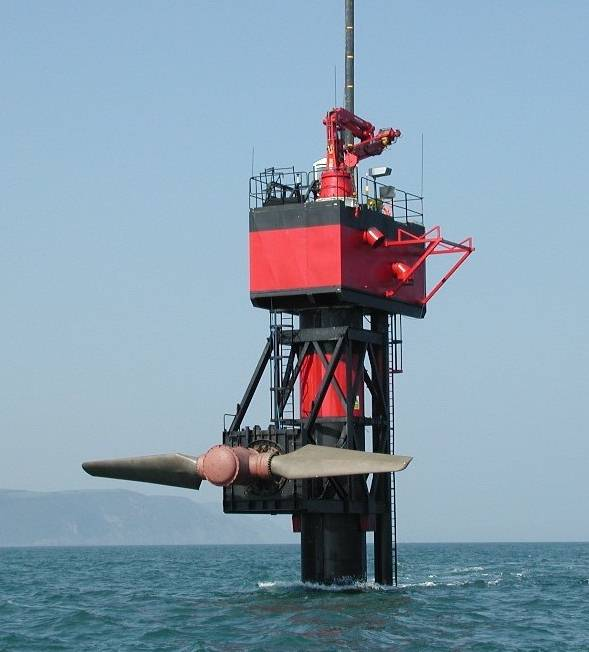
سی‌ژن؛ مبدل انرژی کشندی

تاریخچه استفاده از انرژی جزر و مد به قرن یازدهم میلادی برمیگردد که سدهای متعدد کوچکی در دهانه نهرها زده می‌شد و از آب پشت آن‌ها جهت آسیاب کردن غلات استفاده می‌شد.
انرژی جزرومد معمولاً توسط سامانه‌هایی شبیه سدهای هیدرولیکی معمولی مهار می‌شود. به این ترتیب که در هنگام بالا آمدن آب مخازنی در ساحل پر شده و آبی که در آن به دام افتاده‌است در هنگام پایین رفتن تراز آب از دریچه‌های سد عبور داده می‌شود و توربین‌های آبی را برای تولید برق می‌چرخاند. برای بهره‌برداری اقتصادی از این سامانه‌ها، اختلاف تراز آب در حالت جزر و حالت مد باید متوسطی معادل حداقل ۵ متر داشته باشد که طبق مطالعات تنها ۴۰ نقطه در دنیا چنین اختلاف ترازی را تجربه می‌کنند. نود درصد کل انرژی که در دنیا به این روش تولید می‌شود تنها در یک کشور و در منطقه La Rance فرانسه است که اولین نیروگاه جزرومدی جهان نیز به‌شمار می‌آید. این نیروگاه در طول ۶ سال از ۱۹۶۰ تا ۱۹۶۶ ساخته شده و ۲۴۰ مگاوات ظرفیت تولید برق دارد.

## انرژی جریانات دریایی
نوشتار اصلی: انرژی جریان اقیانوسی
این فناوری بسیار شبیه توربین‌های بادی کار می‌کند و از جریان سیال آب جهت چرخاندن پره‌های بزرگ استفاده می‌نماید. می‌توان این فناوری را در مناطقی که سرعت جریان جزرومدی بالا است یا در مناطقی که جریانات پایدار اقیانوسی سرعت قابل قبولی دارند نصب کرد.

## انرژی ناشی از اختلاف گرمایی
نوشتار اصلی: تبدیل انرژی گرمایی اقیانوس (OTEC)
این نیروگاه‌ها با بهره‌برداری از اختلاف دمای میان سطح و عمق اقیانوس یک سیکل حرارتی با دو چشمه عظیم گرم و سرد تشکیل می‌دهند و از این راه می‌توان با استفاده از ایجاد بخار و تقطیر موادی مانند پروپان با آمونیاک سیکل حرارتی کاملی را تشکیل داد و به وسیلهٔ تجهیزات ویژه‌ای انرژی مکانیکی و در نهایت انرژی الکتریکی تولید نمود.
ویژگی‌های کلی این نوع انرژی:
- برخلاف تابش خورشیدی که در طول شبانه روز، نوسانات زیادی دارد، گرادیان حرارتی اقیانوس‌ها در طول شبانه روز تغیرات زیادی نکرده و بنابراین یک منبع مناسب جهت تولید مداوم الکتریسیته است.
- با این حال، هزینه بسیار زیاد احداث تأسیسات، زیاد بودن عمق، کم بودن محل‌های مناسب، سختی انتقال انرژی به ساحل، و کم بودن تجربیات موفق در این زمینه، استفاده از این منبع انرژی را بسیار محدود کرده‌است.
- در ایران به علت کم بودن عمق خلیج فارس و دریای عمان (در مناطق ساحلی) امکان استفاده از این انرژی وجود ندارد و در دریای خزر نیز تفاوت درجه حرارت به ۲۰ درجه نمی‌رسد، بنابراین امکان تولید انرژی از این طریق بسیار غیر محتمل است.[۶]

## انرژی ناشی از گرادیان شوری
نوشتار اصلی:توان اسمزی
از اختلاف چگالی و لایه بندی شدن آب دریاها و اقیانوس‌ها می‌توان اختلاف فشار ایجاد کرده و از این اختلاف فشار برای تولید الکتریسیته استفاده کرد.
این انرژی برخلاف سایر انرژی‌ها مانند گرما، باد یا موج مستقیماً احساس نشده و به راحتی قابل درک نیست و بر پایه استخراج آنتروپی از اختلاط آب شور و شیرین، درجایی که آب شور و شیرین اختلاط پیدا می‌کنند، استوار است.

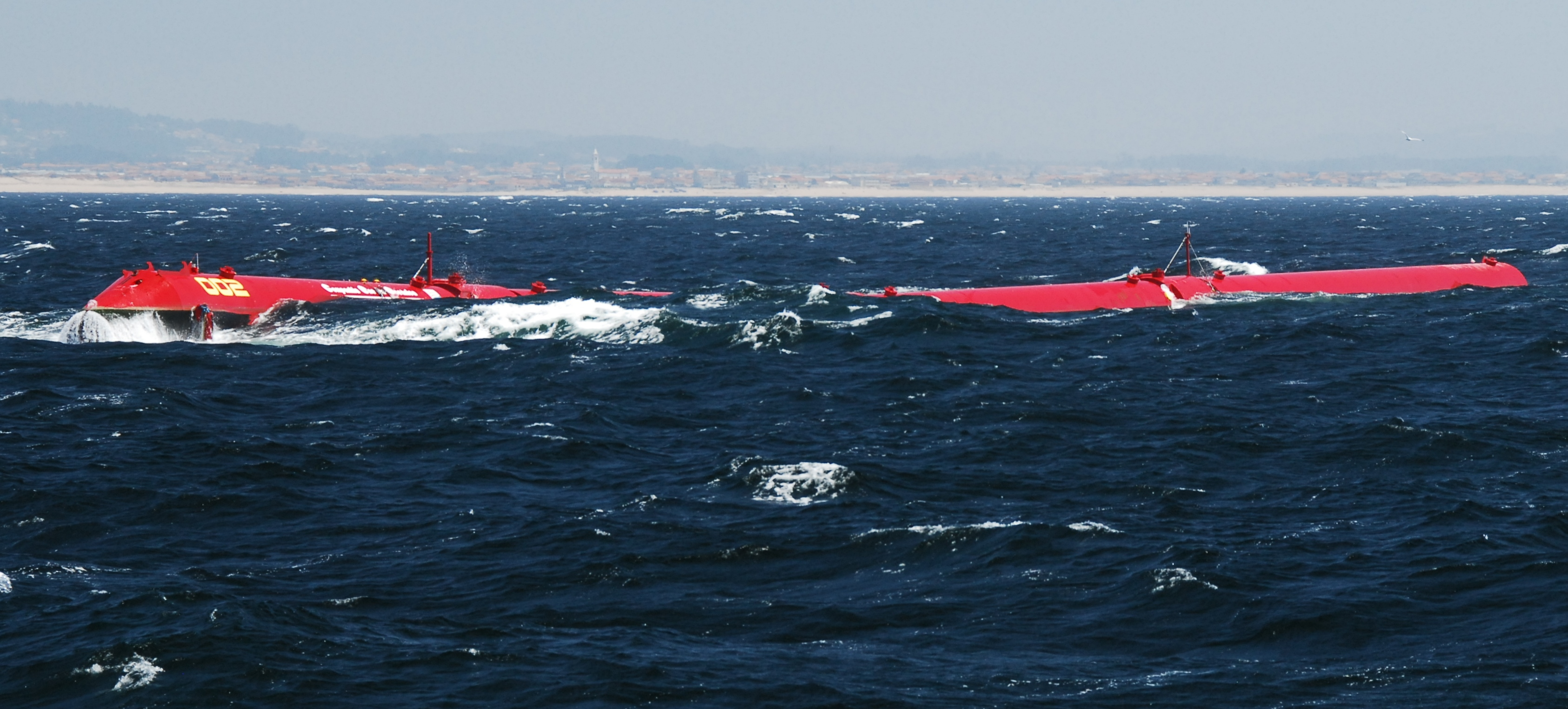
دستگاه تبدیل انرژی پلامیس

## انرژی امواج
نوشتار اصلی: انرژی موج

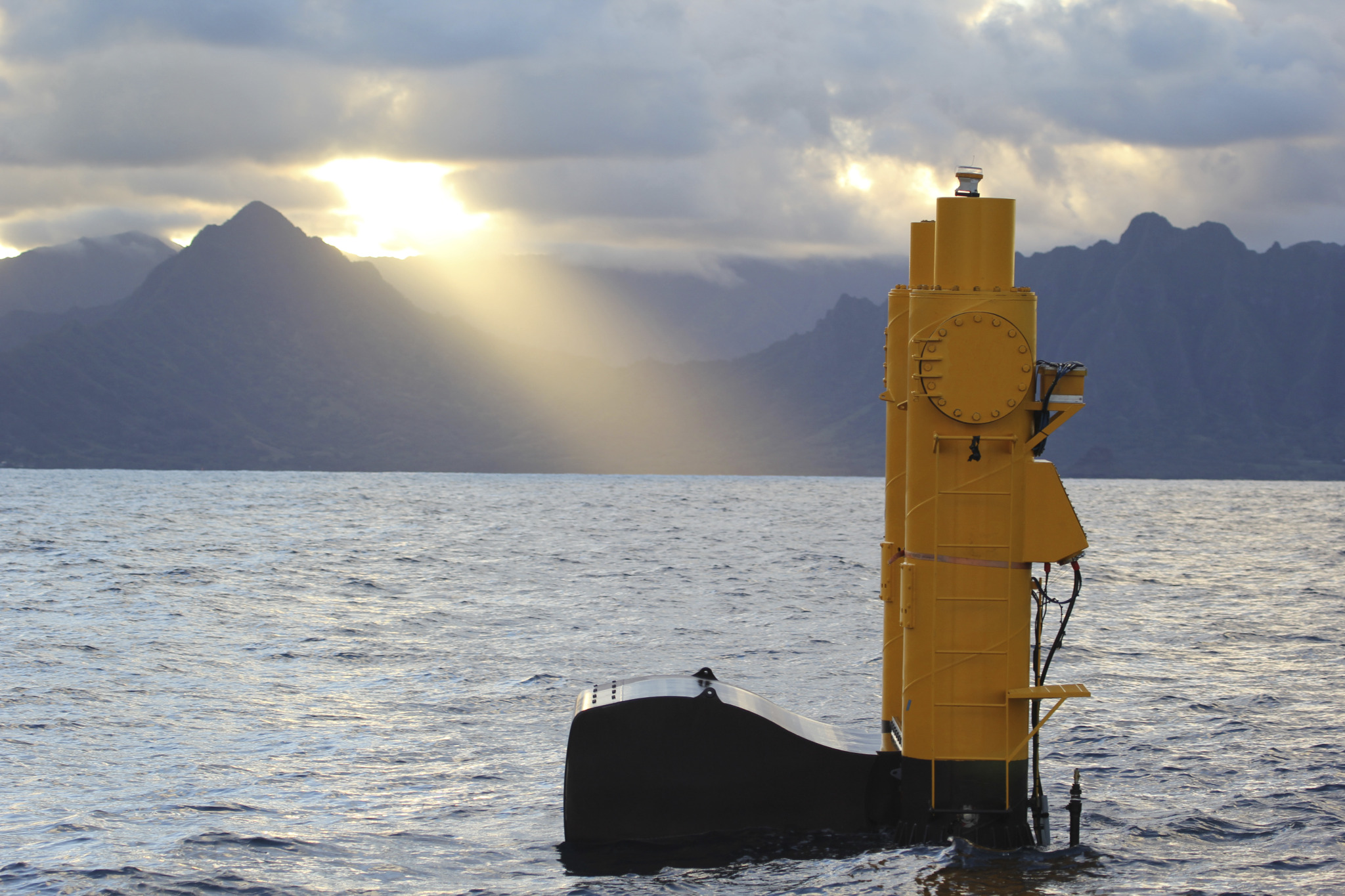
دستگاه تبدیل انرژی امواج آزورا در هاوایی که از امواج سطح اقیانوس، انرژی الکتریکی تولید می‌کند.

امواج در اقیانوس بر اثر عمل باد روی سطح اقیانوس تولید می‌شوند که باعث به وجود آمدن انرژی موج می‌شوند. انرژی موج منبع تجدید شونده است (انرژی برگشت‌پذیر) و معمولاً نسبت به انرژی باد بیشتر قابل تولید است.
انرژیی که از امواج استخراج می‌شود، دوباره به سرعت توسط برهمکنش با دو سطح اقیانوس پر می‌شود.
انرژی موج نامنظم، نوسانی و دارای فرکانس پایین است که قبل از اضافه شدن به شبکه باید به فرکانس ۶۰ هرتز تبدیل شود.
بر اساس برآوردهای انجام شده، کل انرژی امواج در جهان ۲ تراوات (۲ میلیون مگاوات) انرژی الکتریکی باشد. به‌طور تقریبی حداکثر ۲۰ درصد از این انرژی قابل استحصال است.